# Теремецьке
Теремецьке — село в Україні, у Оржицькій селищній громаді Лубенського району Полтавської області. Населення становить 0 осіб. До 2020 орган місцевого самоврядування — Денисівська сільська рада.
Нині фактично не існує.

## Географія
Село Теремецьке знаходиться на правому березі річки Оржиця, вище за течією на відстані 4 км розташоване село Денисівка, нижче за течією на відстані 1 км розташоване село Заріг, на протилежному березі - село Маяківка.

## Історія
Входило до складу колгоспу «Червоний партизан» (згодом СТОВ «Денисівка»).
12 червня 2020 року, відповідно до розпорядження Кабінету Міністрів України № 721-р «Про визначення адміністративних центрів та затвердження територій територіальних громад Полтавської області», село увійшло до складу Оржицької селищної громади.
19 липня 2020 року, в результаті адміністративно - територіальної реформи та ліквідації  Оржицького району, село увійшло до складу новоутвореного Полтавського району.